# Bruno Friedrich
Pour les articles homonymes, voir Friedrich.
Bruno Friedrich (né le 31 mai 1927 à Helmbrechts et décédé le 20 juin 1987 près de Biebelried) était un homme politique allemand social-démocrate (SPD). Il a notamment été membre du Bundestag, vice-président du groupe parlementaire SPD et vice-président du Parlement européen.

## Biographie
Bruno Friedrich est issu d'une famille de tisserands. En 1944 il rejoint le NSDAP à l'âge de 16 ans (numéro de membre 9 719 785).
Après la guerre, il a travaillé comme enseignant dans les écoles primaires et secondaires. En 1954, il devient membre du SPD. De 1972 à 1980, il est membre du Bundestag allemand. Il a toujours été élu via la liste régionale du SPD en Bavière.
De 1979 jusqu'à sa mort, Friedrich était également membre du Parlement européen - il en a été deux fois vice-président. Au Parlement européen, il a également fait partie de la commission politique et des délégations pour les relations avec la Knesset israélienne et l'Assemblée fédérale de Yougoslavie.

## Honneurs
- 1978 : Grand Officier de l'Ordre de l'Infant Dom Henrique
- 1980 : Grande Croix du Mérite de la République Fédérale d'Allemagne
- 1986 : Grande Croix du Mérite avec l'Étoile de la République Fédérale d'Allemagne